# Astronomische refractie

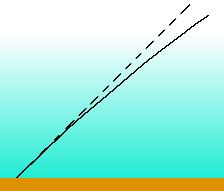
Door de lichtbreking lijkt een hemellichaam hoger te staan dan in werkelijkheid het geval is.

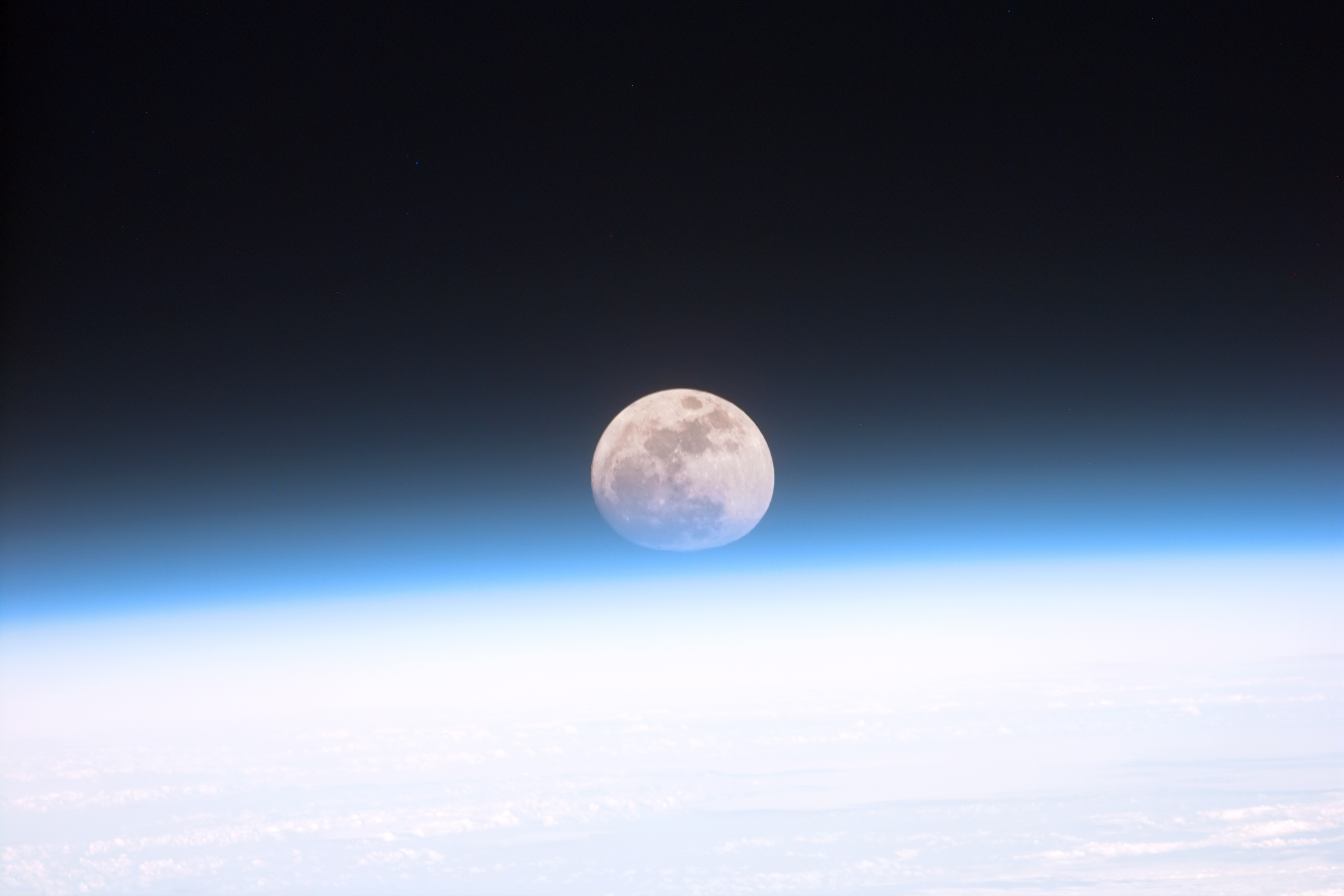
De sterk toenemende refractie bij de horizon heeft een effect op de schijnbare rondheid van de onderrand van de maan.

Astronomische refractie of straalbreking is het optreden van lichtbreking als gevolg van de prismatische werking van een atmosfeer. Het treedt ook op bij andere elektromagnetische straling en geluid.

## Verloop
Doordat de dichtheid van de dampkring toeneemt met het afnemen van de hoogte boven het aardoppervlak, zal licht bij het naderen van het oppervlak naar de normaal toe buigen. Daardoor lijkt een hemellichaam verder boven de horizon te staan, dan in werkelijkheid het geval is, behalve in het zenit waar de atmosferische refractie nul is.
Bij een hoogte van 45° is de refractie ongeveer een boogminuut, bij 10° is dit nog maar 5,3′, maar daarna neemt dit snel toe tot 34' aan de horizon, iets meer dan de schijnbare diameter van de zon. Dit komt door de lange weg die het licht door de atmosfeer af moet leggen; men spreekt wel van aardse refractie. Dit maakt ook dat de geografische dracht van licht groter wordt. Gemiddeld lijkt de horizon hierdoor 8% hoger. Ook bij andere elektromagnetische straling treedt refractie op, zodat bijvoorbeeld het bereik van radar voorbij de horizon ligt.

## Afwijkingen
Deze gemiddelde waardes zijn echter niet constant. Als het verloop van de toestandskromme sterk afwijkt van het gemiddelde, treden aanzienlijke verschillen op. Als er een groot temperatuurverschil is tussen het water of land en de onderste luchtlaag, zal de dichtheid met de hoogte niet op de normale manier veranderen. Bij rustig, heiig weer wordt de onderste luchtlaag afgekoeld en verandert de dichtheid daar sneller. Hierdoor treedt superrefractie op, waardoor kimverheffing op kan treden — dus boven de ware horizon — en zelfs luchtspiegelingen. De geografische dracht is dan veel groter dan normaal. Andersom kan bij buiig of helder weer de onderste luchtlaag opgewarmd worden en de dichtheid langzamer veranderen. De optredende subrefractie kan zo sterk zijn dat de schijnbare kim lager ligt dan de ware kim. De geografische dracht is dan kleiner dan normaal.
Midden op zee zijn de temperatuursverschillen over het algemeen beperkt en zijn de afwijkingen beperkt tot maximaal 2 boogminuten. Een grotere afwijking kan wel optreden na de passage van de buienlijn. Ook in binnenzeeën en bij de kust is het effect sterker door de kortere weg die de lucht over water heeft afgelegd. Gebieden die hierom bekendstaan zijn de Oostzee, de Rode Zee, de Perzische Golf, de westkust van Afrika, de grenzen van de Golfstroom en de poolstreken. De grootte van de afwijking is aan boord van een schip vrijwel niet vast te stellen.

## Geluid
Geluidsgolven buigen zich richting het gebied waar de geluidssnelheid het laagst is. De grootste veranderingen van geluidssnelheid treden op met de hoogte door veranderingen van wind en temperatuur. Het is een belangrijk onderdeel van de atmosferische akoestiek.